# Chalon (Santa Lucía)
Chalon es una localidad de Santa Lucía, que forma parte del distrito de Canaries.